# Heidrun Janesch
Heidrun Janesch (* 18. Oktober 1959 in Feldioara (deutsch Marienburg), Sozialistische Republik Rumänien) ist eine ehemalige rumänisch-deutsche Handballspielerin.

## Werdegang
Janesch wuchs als Mitglied der deutschsprachigen Minderheit in Marienburg im Burzenland auf und spielte als Jugendliche Handball in ihrer Geburtsstadt sowie anschließend als Schülerin am Sportgymnasium in Kronstadt. Im Alter von 15 Jahren wurde sie in Rumäniens Jugendauswahl berufen und bestritt insgesamt 80 Länderspiele. 1978 errang die auf der Linksaußenposition eingesetzte Janesch bei der Weltmeisterschaft der Juniorinnen in Bukarest mit der Auswahl des ausrichtenden Landes die Bronzemedaille. Während der Teilnahme an einem Turnier in Stuttgart im selben Jahr setzte sich Janesch mithilfe einer früheren Mitschülerin aus Kronstadt von der rumänischen Delegation ab und blieb in Deutschland. Janesch lebte kurzzeitig in Nürnberg und wurde dann vom Bundesligisten Bayer Leverkusen angeworben. Ihr erstes Bundesliga-Spiel für den rheinländischen Verein bestritt sie im Februar 1979 und gewann mit Leverkusen im selben Jahr die deutsche Meisterschaft. Insgesamt wurde Janesch acht Mal deutsche Meisterin und sechs Mal deutsche Pokalsiegerin.
1982/83 stieß sie im Europapokal der Landesmeister mit Leverkusen ins Halbfinale vor (Ausscheiden gegen Spartak Kiew), In der Folgesaison 1983/84 kam Janesch mit Leverkusen in die Endspiele des Landesmeister-Wettbewerbs: Man verlor gegen Radnički Belgrad, sie erzielte in Hin- und Rückspiel jeweils zwei Tore. 1989 verließ sie Leverkusen und schloss sich dem TuS Walle Bremen an.
Nach 40 A-Länderspielen für Rumänien vertrat sie nach Ablauf der Sperre im Anschluss an ihre Flucht die Bundesrepublik Deutschland. 1982 nahm sie mit der BRD-Auswahl an der Weltmeisterschaft teil.
Janesch studierte an der Deutschen Sporthochschule in Köln, beruflich wurde sie bei den Bayer-Werken tätig.